# Voline
Voline (Во́лин, Volin), egentligen Vsevolod Michajlovitj Eichenbaum (ryska: Все́волод Миха́йлович Эйхенба́ум, svensk transkribering: Vsevolod Michajlovitj Ejchenbaum), född 23 augusti (11 augusti enligt g.s.) 1882 i Voronezj, död 18 september 1945 i Paris, var en rysk anarkist, revolutionär och poet. Han deltog i ryska revolutionen och ukrainska självständighetskriget, men tvingades i exil av bolsjevikpartiet. Voline utvecklade syntesanarkismen.

## Biografi
Voline föddes i en judisk familj i Voronezj och studerade till en början rättsvetenskap vid Sankt Petersburgs universitet. Han avbröt dock sina studier år 1904 och gick med i Socialistrevolutionära partiet (SR) i vilket han blev aktiv inom den revolutionära arbetarrörelsen. Voline ägnade sig bland annat åt undervisning bland stadens arbetare. Han anslöt sig till prästen och arbetarledaren Georgij Gapons rörelse. På den blodiga söndagen 1905 tågade Voline med en grupp mot Vinterpalatset men de hindrades av militären från att nå sitt mål. I kölvattnet på blodiga söndagen inleddes omfattande strejker och Voline grundade Sankt Petersburgs första sovjet för att bistå arbetarna. Voline greps av myndigheterna och deporterades till Sibirien, år 1907 flydde han till Frankrike och slog sig ned i Paris där han återupptog sina studier. Voline blev medlem av en anarkistisk grupp, ledd av Apollon Karelin. År 1914 utbröt första världskriget och Voline vägrade att strida i kriget; han blev då internerad i ett läger, från vilket han rymde till Bordeaux, varifrån han avseglade till USA.
I USA blev Voline medlem av Union of Russian Workers, en anarkistisk sammanslutning för ryska emigranter. Han blev redaktör för rörelsens tidning Golos Truda ("Arbetets röst"). Därtill talade han ofta vid olika konferenser runt om i USA.
I samband med ryska revolutionen 1917 återvände Voline till Petrograd, där han bildade Anarkosyndikalistiska propagandaföreningen för att stärka och förena Rysslands anarkister. Efter oktoberrevolutionen reste Voline till Bobrov i Voronezj oblast, där han verkade i stadens sovjet för att göra folket medvetet om revolutionens förlopp och innebörd. Grundarna av den så kallade Kurskkonferensen gav Voline i uppdrag att samla alla anarkister i en enda organisation. Voline utvecklade syntesanarkismen, som bestod av syndikalism, kommunism och individualism – de tre komponenter vilka Voline ansåg utgjorde anarkismens ideologiska kärna. År 1918 bildade Voline och några andra anarkister organisationen Nabat.
År 1919 anslöt sig Voline till Nestor Machnos rörelse för att anordna möten och konferenser samt tillverka och distribuera flygblad. Samma år utnämndes han till ordförande i Machnorörelsens högsta råd, men drabbades av tuberkulos efter sex månader. Den försvagade Voline greps i januari 1920 av tjekan; han frisläpptes i oktober 1920 efter att Svarta armén och Röda armén hade ingått en allians för att tillsammans bekämpa kontrarevolutionären Pjotr Wrangels styrkor i ryska inbördeskriget.

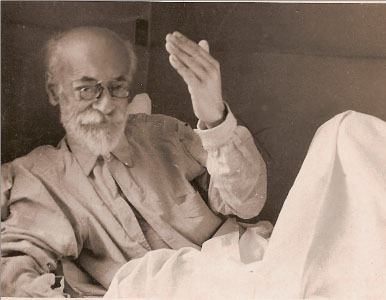
Voline på sjukbädden.

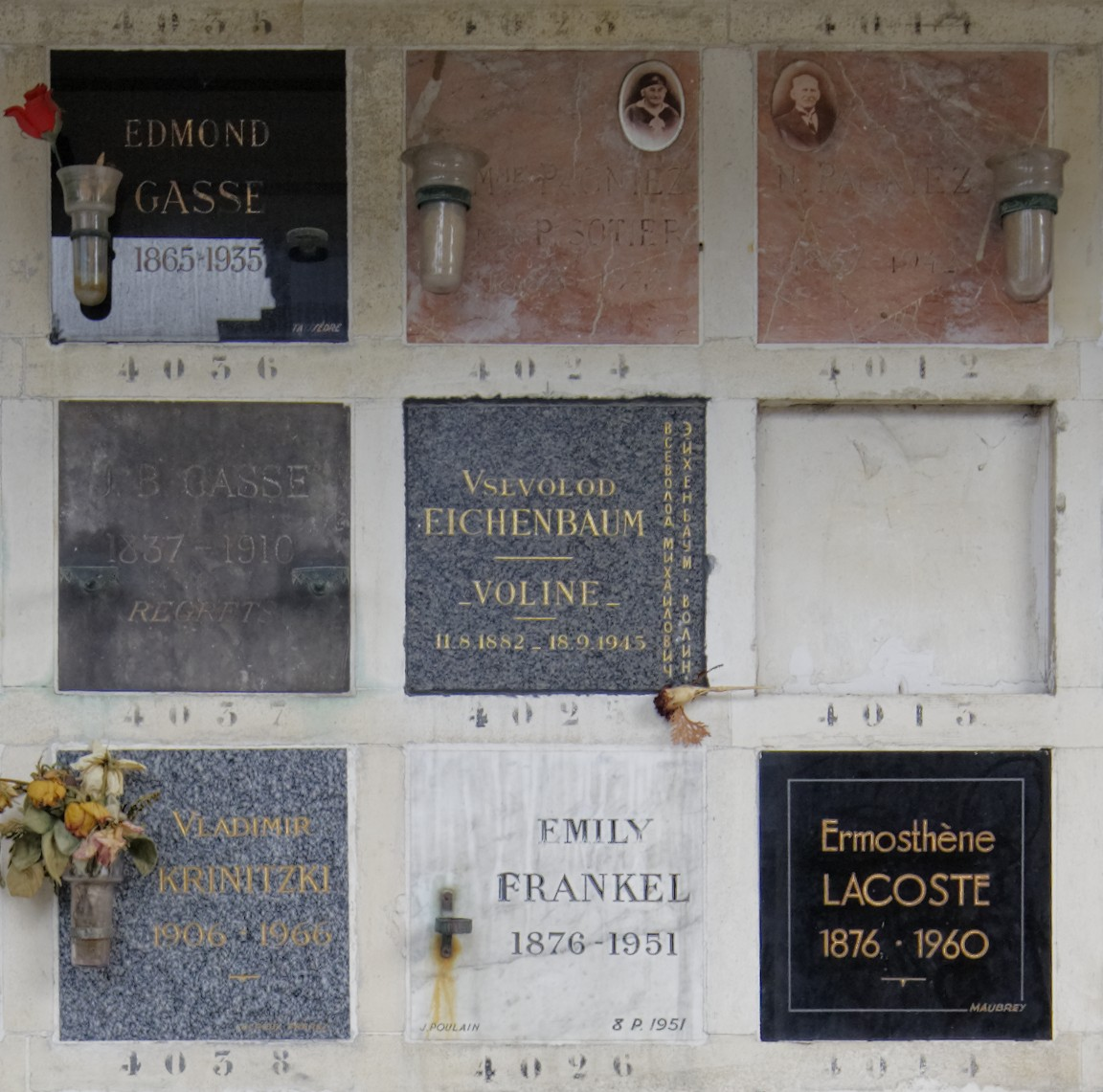
Volines grav på Père-Lachaise i Paris.

Tillsammans med medlemmar ur Nabat flyttade Voline till Charkov, där han förberedde en anarkistkongress, som skulle hållas den 25 december 1920. Dagen före kongressen greps Voline och andra anarkister och fördes till Moskva, där de internerades i Butyrkafängelset. Tjekan uppvisade en utstuderad brutalitet och Voline och hans medfångar inledde en hungerstrejk. Delegater vid Röda fackföreningsinternationalen utverkade dock frigivningen av Voline och nio andra fångar. Voline reste därpå till Berlin, där han tillsammans med Peter Arshinov grundade tidskriften Анархический вестник ("Den anarkistiske budbäraren"). Tillsammans med andra ryska anarkister i exil bildade Voline kommittéer, vilka hade till uppgift att hjälpa och bistå anarkister som hade fängslats av den bolsjevikiska regeringen. År 1923 inbjöd den franske anarkisten Sébastien Faure Voline till Paris för att skriva för Encyclopédie Anarchiste.
År 1926 uppstod en spricka i den ryska anarkiströrelsen och Voline bröt med Machno och Arshinov. Påföljande år bildade Voline den syntesanarkistiska Association des Fédéralistes Anarchistes. I mitten av 1930-talet blev Voline, på inbjudan av André Prudhommeaux, medlem av veckotidningen Terre Libres redaktion. Voline riktade kritik mot CNT:s samarbete med Frente Popular.
År 1939 avled Volines hustru Anna och han tog hennes död mycket hårt. Nazityskland invaderade Frankrike i maj 1940 och Voline tvingades då att flytta mellan olika gömställen. I samband med Frankrikes befrielse 1944 återvände Voline till Paris, men drabbades i mars 1945 av obotlig tuberkulos och dog i september samma år. Dessförinnan hade han nedtecknat sina upplevelser under ryska revolutionen och inbördeskriget; dessa utgavs postumt 1947 under titeln La Révolution inconnue. Boken fick dock inte större spridning förrän år 1969, då en ny upplaga utgavs i Frankrike.